# 46308 Joelsercel
46308 Joelsercel è un asteroide della fascia principale. Scoperto nel 2001, presenta un'orbita caratterizzata da un semiasse maggiore pari a 2,9337943 au e da un'eccentricità di 0,1105193, inclinata di 2,96858° rispetto all'eclittica.